# Civate
Civate est une commune de la province de Lecco, en région Lombardie, en Italie.

## Édifices religieux
- abbaye

## Administration
| Période                                  | Période  | Identité          | Étiquette    | Qualité |
| ---------------------------------------- | -------- | ----------------- | ------------ | ------- |
| 14 juin 2004                             | En cours | Giacomo Valsecchi | Lista Civica |         |
| Les données manquantes sont à compléter. |          |                   |              |         |

### Communes limitrophes
Annone di Brianza, Canzo, Cesana Brianza, Galbiate, Suello, Valmadrera.